# 샤오미 Mi 3
샤오미 미쓰리(Xiaomi Mi 3, 중국어: 小米手机3)은 중국의 샤오미가 제작한 안드로이드 기반의 MIUI 레퍼런스 스마트폰이다.

## 출시 국가
중국

## 같이 보기
- 스마트폰 비교